# Uchucchacuaïta
La uchucchacuaïta és un mineral de la classe dels sulfurs, que pertany a la sèrie homòloga de la lil·lianita. Rep el seu nom de la seva localitat tipus, la mina Uchucchacua, al Perú.

## Característiques
La uchucchacuaïta és una sulfosal de fórmula química AgMnPb₃Sb₅S₁₂. Va ser aprovada com a espècie vàlida per l'Associació Mineralògica Internacional l'any 1981. Cristal·litza en el sistema ortoròmbic. La seva duresa a l'escala de Mohs és 3,5.
Segons la classificació de Nickel-Strunz, la uchucchacuaïta pertany a «02.JB: Sulfosals de l'arquetip PbS, derivats de la galena, amb Pb» juntament amb els següents minerals: diaforita, cosalita, freieslebenita, marrita, cannizzarita, wittita, junoïta, neyita, nordströmita, nuffieldita, proudita, weibul·lita, felbertalita, rouxelita, angelaïta, cuproneyita, geocronita, jordanita, kirkiïta, tsugaruïta, pillaïta, zinkenita, scainiïta, pellouxita, chovanita, aschamalmita, bursaïta, eskimoïta, fizelyita, gustavita, lil·lianita, ourayita, ramdohrita, roshchinita, schirmerita, treasurita, ustarasita, vikingita, xilingolita, heyrovskýita, andorita IV, gratonita, marrucciïta, vurroïta i arsenquatrandorita.

## Formació i jaciments
Va ser descoberta l'any 1981 a la mina Uchucchacua, a la província d'Oyon (Departament de Lima, Perú). També ha estat trobada a les mines de Bear Basin (Washington, Estats Units) i a dues localitats d'Hokkaido (Japó): la mina Inakuraishi, a Furubira (província de Shiribeshi) i a la mina Tohya, a Takarada (Abuta-gun). Sol trobar-se associada a altres minerals com: alabandita, galena, benavidesita, esfalerita, pirita, pirrotina i arsenopirita.